# Кміцикевич Володимир
Володи́мир Кміцике́вич (19 січня 1874, Болестрашичі Перемиського повіту — 3 березня 1944, Подемщина) — український священник (УГКЦ).

## Життєпис
Народився у с. Болестрашичі Перемиського повіту в сім'ї о. Петра Кміцикевича та Емілії з роду Білецьких. Закінчив Ярославську гімназію (1892), навчався у Львівській та Перемиській духовних семінаріях. Отримав ієрейські свячення 1898 р. з рук єпископа Костянтина Чеховича в Перемишлі.
Служив сотрудником у Руді-Монастирській, катехитом в Яворові і Раві-Руській, адміністратором у Кам'янці. Близько 1919 року став парохом у м. Белз, де перебув польсько-українську війну. У 1921 році став парохом с. Улицько-Середкевичі, 1926 — Вільшаниці, 1930 — Білої. Після початку Другої світової війни переведений на парохію в Подемщині, де служив до своєї трагічної загибелі.
Вбитий на порозі храму польськими вояками 3 вересня 1944 року (згідно зі звітом ОУН — 4 вересня) під час розбійного нападу на село. За іншою версією — помер від серцевого нападу, намагаючись винести з палаючої церкви Святі Тайни, згодом дострелений. Внаслідок нападу в Подемщині загинуло ще 22 чоловіків, велика частина села була спалена.
Таємно похований на сільському цвинтарі, за деякими даними — поряд з могилою о. Василя Курилла.